# 경주 남산 천룡사지 삼층석탑
경주 남산 천룡사지 삼층석탑(慶州 南山 天龍寺址 三層石塔)은 대한민국 경상북도 경주시 남산 천룡사지에 있는, 남북국 시대 신라의 삼층석탑이다. 대한민국의 보물 제1188호로 지정되어 있다.
동국대학교 경주캠퍼스 박물관이 주관하여 1990년 11월 탑지 주변을 발굴하고, 무너져 있던 탑을 정영호, 장충식 등 고고학자들이 1991년 8월~9월 복원했다. 당시 조사 결과 기단이 1단임이 밝혀졌다. 없어진 기단 면석 8매 중 7매, 기단 갑석 4매 중 3매를 기존 석탑과 같은 재질의 돌로 보완했다. 상륜부는 전혀 남아 있는 것이 없어서, 남원 실상사 석탑의 상륜을 본따 만들었다.

## 개요
천룡사의 옛터에 무너져 있던 탑으로, 1990년 부족한 부분을 보충하여 새로이 복원한 것이다. 1단의 기단(基壇)위에 3층의 탑신(塔身)을 세운 모습인데, 1990년에 실시된 조사과정에서 기단이 1단임이 밝혀졌다.
탑신의 몸돌 아래에 새긴 괴임의 크기가 작아지고 있는 점과, 지붕돌의 낙수면이 경쾌한 경사를 보이고 있는 점 등으로 보아 통일신라 후기인 9세기경에 만들어진 것으로 짐작할 수 있다.
기단의 일부와 머리장식의 대부분이 없어지거나 파손되어 원래의 모습을 볼 수 없음이 안타깝다.

## 사진

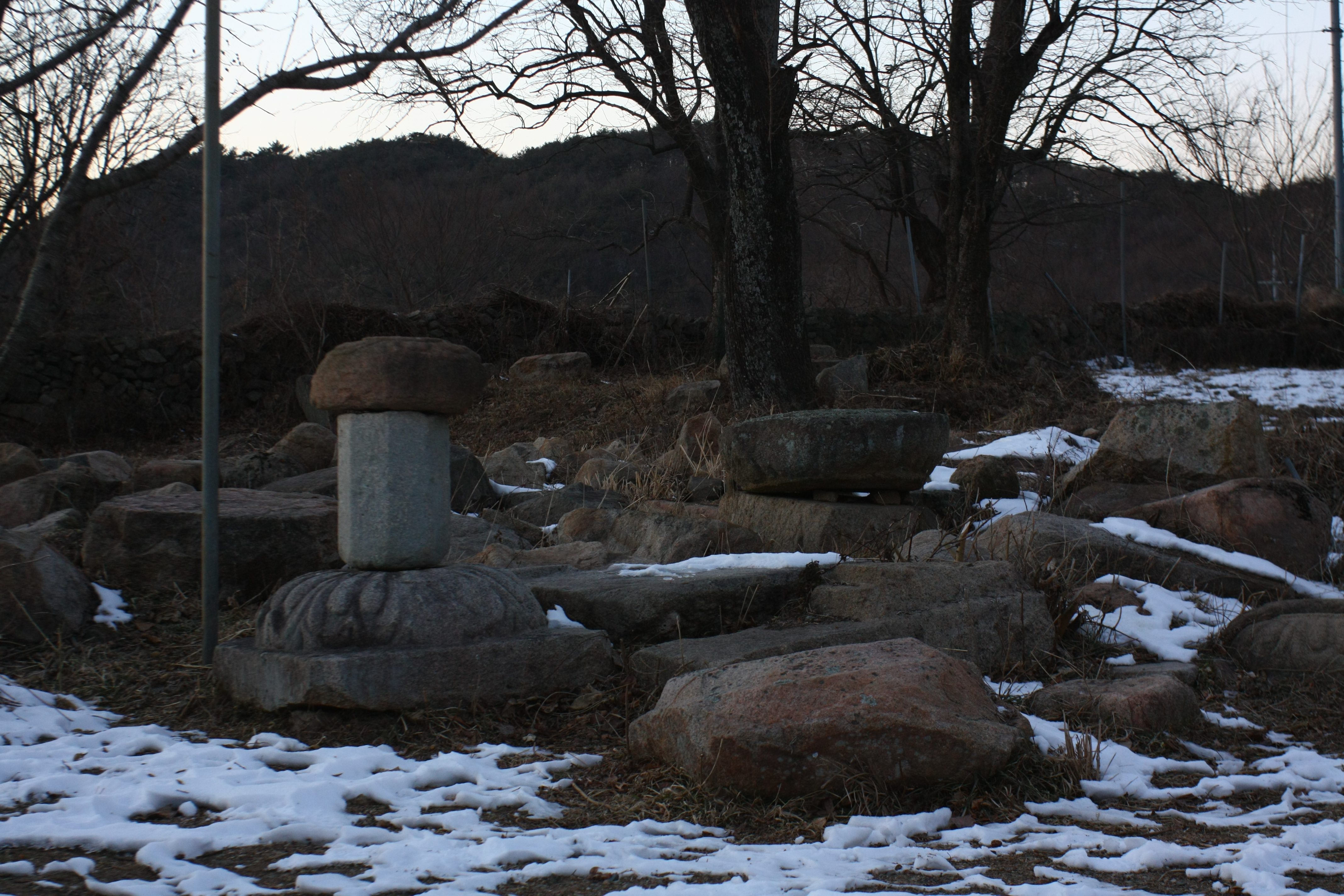
탑 옆에 있는 석조 부재들

## 참고 자료
- 경주 남산 천룡사지 삼층석탑 - 국가유산청 국가유산포털